# Onthophagus nabeleki
Onthophagus nabeleki är en skalbaggsart som beskrevs av Vladimir Balthasar 1939. Onthophagus nabeleki ingår i släktet Onthophagus och familjen bladhorningar. Inga underarter finns listade i Catalogue of Life.